# Embalse de Utxesa
El embalse de Utxesa es una infraestructura hidráulica española situada en la comarca del Segriá, provincia de Lérida, Cataluña.
Es un pantano único en Cataluña, ya que no se encuentra en ningún río sino en medio del trazado del canal de Serós, dentro de la cuenca hidrográfica del río Segre. Se extiende por los términos municipales de Torres de Segre, Sarroca y Aitona, en la comarca del Segriá.
Se construyó en un tiempo récord y entró en funcionamiento en 1914. El agua llega por el llamado canal pequeño de Serós, con una aportación máxima de 60 m³/s y sale en dirección a la central hidroeléctrica por el llamado canal grande, con una capacidad máxima de 120 m³/s.
Para su construcción se realizaron tres presa de tierra, que fueron recubiertas de piedra en su parte interior para evitar la acción de la erosión. Las dos primeras de 388 y 270 m de longitud y de aproximadamente 18 y 14 de altura. La mayor de 28 m de altura y 400 m de longitud.
La superficie del embalse es de 284 ha y tiene un perímetro de 19,5 km. Su capacidad se ha ido mermando debido a la sedimentación de lodos y el crecimiento de la vegetación que ha provocado una disminución de la capacidad inicial de 10 hm³ a menos de 4 hm³ en la actualidad.